# Heterolimnophila truncata
Heterolimnophila truncata is een tweevleugelige uit de familie steltmuggen (Limoniidae). De soort komt voor in het Australaziatisch gebied.